# Françoise Giroud
Françoise Giroud, nascida Lea France Gourdji (Lausanne, 21 de Setembro de 1916 – Paris, 19 de Janeiro de 2003), foi uma jornalista, escritora e  política francesa.
Seu pseudônimo,: 62 , 'Françoise Giroud', é  quase um anagrama de Gourdji e foi inventado  por Maurice Diamant-Berger,  quando ela começou a trabalhar numa estação de rádio,  por volta de 1938. Esse pseudônimo foi  oficializado  quando da publicação do decreto 76860/1976, no  Journal officiel  da República  francesa.
Além de ter sido uma  figura de destaque do jornalismo, Giroud destacou-se também na política francesa, tendo sido vice-presidente do Partido Radical-Socialista e  da União para a Democracia Francesa (UDF). Foi também  secretária de Estado da Condição Feminina  do  Primeiro-ministro Jacques Chirac (de 16 de julho de 1974 a 24 de agosto de 1976) e secretária de Estado da Cultura do primeiro-ministro Raymond Barre (de 24 de agosto de 1976 – 30 de março de 1977), ambos durante a presidência de Giscard D'Estaing (1974-1981).  Como ministra da Cultura, Françoise Giroud inaugurou, em fevereiro 1977, o  Centre Georges Pompidou.

## Biografia
Lea France Gourdji era filha de Salih Gourdji, diretor da Agence télégraphique ottomane em Genebra, e de Elda Farragi, ambos  judeus mizrahim do  Império Otomano ».
Lea France Gourdji começou a trabalhar  aos  14  anos de idade,mas deixou a escola. Após obter um diploma de datilografia na escola  Remington, ela encontrou um emprego  numa livraria  do boulevard Raspail, em Paris, em maio de 1931.

### O cinema e  os primeiros passos  como  jornalista
Graças às relações de amizade de sua família com Marc Allégret, este apresentou Françoise Giroud ao  escritor André Gide, que empregou-a como secretária durante algum tempo. Ela começou então  uma nova carreira cinematográfica  em Paris. Desde  1935,  o nome de "France Gourdji"  aparece no filme   Baccara  de Yves Mirande. Em seguida, tornou-se a  primeira mulher francesa  autora do roteiro de um filme, o  do diretor Marc Allégret (por quem ela se apaixonou, embora  ele tivesse uma relação com André Gide) e de Jean Renoir, do qual tornou-se a assistente  de direção a  partir de 1937, depois  de  Jacques Becker,  com quem escreveu roteiros em parceria,  dessa vez assinando o nome  Françoise Giroud. Essas  diferentes atividades levaram-na a descobrir seu talento de escritora.

### O jornalismo
Logo após a guerra, ela foi contratada por  Hélène Lazareff como diretora da redação e criação dda a revista Elle, na época uma publicação moderna e feminista. Ela foi sua diretora de 1945 a 1953. Françoise Giroud também colaborou ao mesmo tempo com os jornais France Dimanche,  L'Intransigeant e France Soir, escrevendo artigos biográficos. Suas convicções afirmaram-se e se revelaram através de seus posicionamentos contra a  guerra da Argélia, quando ela fundou a revista  L'Express, em 1953, com seu amante Jean-Jacques Servan-Schreiber. Seu apartamento foi então alvo de um atentado por  carga explosiva em (1962).Mas  ela continuou dirigindo  esta revista até 1974, como diretora  da redação, em seguida da publicação,  enfim como   presidente do grupo Express-Union, entre 1970 e 1974.
Além de sua carreira jornalística, Françoise Giroud publica vários ensaios, como "La Nouvelle Vague, portrait de la jeunesse" en 1958, inventando esta expressão que serviu para qualificar, ulteriormente,  o estilo dos   novos  cineastas vindos  dos Cahiers du cinéma.

### A política
Apesar de ser filiada   ao Partido radical,  cujo programa prometia a modernização  social,  Françoise Giroud apoiou François Mitterrand nas eleições presidenciais de 1974. O candidato Valéry Giscard d'Estaing foi eleito mas ele  nomeou-a, mesmo assim,  Secretária no gabinete do  Primeiro ministro, encarregada  da "Condição feminina". Ela exerceu este cargo  entre  julho de 1974  e agosto de 1976, período durante o qual lançou o programa  "cento e uma medidas" em favor das mulheres (instituição  de direitos relativos às mulheres, luta contra as discriminações, abertura das profissões ditas masculinas, etc). Em seguida, ela foi nomeada como  "Secretária da Cultura" até março de 1977,  tornando efetivas as decisões tomadas antes de sua nomeação  como a lei sobre a arquitetura de  31 de janeiro de 1977 e a criação das Direções regionais das Atividades culturais( DRAC).
Candidata às eleições municipais francesas de 1977 em Paris, a pedido de  Valéry Giscard d'Estaing e de Michel d'Ornano,  ela esteve no centro de um escândalo: o  senador Maurice Bayrou, Compagnon de la Libération (Companheiro da Liberação), deu queixa no tribunal  por  uso ilegal   da  Medalha da Resistência. Djenane, irmã de Françoise, que criou e coordenou um dos primeiros movimentos de resistência em Clermont-Ferrand desde  1941, recebera essa medalha  após haver sido  internada no  campo de Ravensbrück. Segundo Christine Ockrent   e  Laure Adler , uma carta recebida pela mãe delas, teria provado que a  medalha havia sido atribuída  às duas irmãs,  mas que  Françoise, que tinha  se juntado ao movimento em 1944, não tinha ido buscar a sua · . Em consequência desse escândalo, ela retirou sua candidatura às eleições parisienses e não foi nomeada novamente para o mesmo cargo  no novo governo de Raymond Barre. Sua boa fé entretanto, acabou por ser reconhecida, e  o procurador da República arquivou o processo  em 1979.
Françoise Giroud abandona a política em  1979 e, inspirando-se  na sua experiência  política, escreveu  La Comédie du pouvoir ('A Comédia do poder') e, em seguida, Le Bon Plaisir (O Bom Prazer) em  (1983), livro que foi adaptado para o cinema. Esse último livro, publicado  pelas edições   Mazarine, conta a história de um   Presidente da República  que dissimula a existência  de um filho adulterina. No entanto, ela ignorava  a existência   do filho   oculto  de François Mitterrand.
Associada a um  grupo de  intelectuais  franceses,  entre os quais  Bernard-Henri Lévy, Jacques Attali, Philippe Mahrer, Marek Halter, Alfred Kastler este Prêmio Nobel de física , Guy Sorman e  Robert Sebbag,  bem como a médicos, jornalistas  e escritores, ela funda em 1979  a Associação  Ação  Contra  Fome (ACF).
Ela era membro do comité  de honra da  “Associação pelo direito de morrer de maneira digna”  (ADMD).

### Retorno ao jornalismo
Quando Giroud deixou seu posto no governo , L'Express  acabara de ser vendido a  James Goldsmith, e Raymond Aron, editorialista da revista, se opõe à sua reintegração. Ela assina   crônicas no  Journal du Dimanche (JDD) , mas foi licenciada por haver criticado  Paris Match que traía o  segredo de François Mitterrand e Mazarine Pingeot. Em 1983, Jean Daniel lhe propôs  o cargo de editorialista no Nouvel Observateur, revista na  qual ela escreveu durante  vinte anos  crônicas de televisão. Ela produziu igualmente vária  emissões  de televisão e publicou ensaios, biografias e romances que tiveram bom sucesso. Ela foi então convidada para  membro do júri do prêmio  Femina em 1992.
Ela também fez parte do comitê de patrocínio  da Coordenação  francesa para a Década da cultura da paz e da não-violência.
Em 16  de janeiro de 2003, ao sair da estreia de uma representação  na Opéra-Comique, já enfraquecida  por uma   primeira queda na semana precedente, ela escorrega  na grande escadaria  e cai batendo com a cabeça no chão. No dia seguinte , ainda  trabalha a tarde inteira,  com Albina du Boisrouvray, na redação de um livro de entrevistas . Ao cair a noite, ela entra em coma, sendo  levada ao  Hospital Americano de Paris, onde morre no dia  19 de  janeiro, sem ter recobrado a consciência.  Foi incinerada  em  22 de  janeiro no  crematório  do  cemitério Père-Lachaise. Conforme era sua vontade, a filha, Caroline Eliacheff, dispersou  suas cinzas numa roseira.

### Vida privada
Françoise Giroud  teve dois filhos: um menino (Alain-Pierre Danis, nascido em  Nice  em 1941 e morto em 1972 , num acidente de ski,  em Tignes,  e que era um filho oculto de Elie Nahmias, diretor de uma empresa petrolífera)  e  uma menina, Caroline Eliacheff, nascida  em Boulogne em 1947, de seu  casamento com o  produtor de cinema Anatole Eliacheff.
No final dos  anos 1950, quando ela esperava um filho de Jean-Jacques Servan-Schreiber, precisou abortar;  em seguida, desenvolveu uma  gravidez extrauterina e foi submetida a uma cirurgia, em consequência da qual, tornou-se estéril. Françoise Giroud acreditava que a sua esterilidade teria provocado a separação de Servan-Schreiber, que sempre se negara a se divorciar da primeira mulher para se casar com ela e que, afinal, deixou Giroud para se casar com uma estagiária de vinte anos, Sabine Becq de Fouquières. Desesperada, Françoise teria enviado cartas anônimas de teor antissemita ao casal e seus familiares. Entretanto, no seu livro Histoire d'une femme libre , publicado postumamente em 2013, ela nega ter enviado tais cartas. O rompimento com Servan-Schreiber também teria motivado Giroud a uma tentativa de suicídio, por ingestão de barbitúricos, em 1960
Após a  tentativa de suicídio, ela inicia, em 1963,  uma nova fase, muito mais séria e intensa, de sua psicanálise, com  Jacques Lacan.
Em 1984, a morte do seu último companheiro,  o editor Alex Grall, que ela ajuda a morrer dignamente, leva-a novamente à depressão.

### Relação com o judaísmo
Católica por circunstância  e ateia por convicção, Françoise Giroud negou seu judaísmo durante toda a vida, obedecendo   à vontade  de sua mãe. Ela  só  revelaria sua origem ao seu neto  Nicolas (nascido do casamento de Caroline Eliacheff com o realizador Robert Hossein), o futuro rabino  Aaron Eliacheff, na  primavera de  1988. Ela se explicará sobre este assunto  num romance  póstumo, Les Taches du léopard (Fayard, 2003). · .

### Condecorações
- Comendadora da Legião de honra
- Commandeur  da  Ordem Nacional do Mérito

## Obras

### Publicações
- Françoise Giroud vous présente le Tout-Paris, coll. L'Air du temps, Gallimard, 1952. Préface de Marcel Achard
- Nouveaux Portraits Première édition : Gallimard, 1953. Deuxième édition : Gallimard, coll. « L'Air du temps » numéro35, 1954, 287 p. BNF|321706525
- La Nouvelle Vague, portraits de la jeunesse, coll. L'Air du temps, Gallimard, 1958
- « L'Aventurier du journalisme » in Entretiens, Roger Vailland, éditions Subervie, 1970
- Si je mens, Stock, 1972
- Une Poignée d'eau, Robert Laffont, 1973
- La Comédie du Pouvoir, Fayard, 1977
- Ce que je crois, Grasset, 1978
- Une femme honorable, Fayard, 1981 ; biografia de Marie Curie[28]
- Le Bon Plaisir, éditions Mazarine, 1983
- Christian Dior, Éditions du Regard, 360 pages,1987, 500 illustrations ISBN 2-903370-32-X
- Ecoutez-moi: Paris-Berlin, aller-retour avec Günter Grass, Maren Sell, 1988
- Alma Mahler, ou l'art d'être aimée, Robert Laffont, 1988
- Leçons particulières, Fayard, 1990
- Jenny Marx ou la Femme du diable, Robert Laffont, 1992, prix Gabrielle d'Estrées
- Le Journal d'une Parisienne, Le Seuil, 1994
- Mon très cher amour, Grasset, 1994
- Les Hommes et les femmes', avec Bernard-Henri Lévy, Orban, 1994
- Cœur de tigre, Plon-Fayard, 1995
- Cosima la sublime, Plon-Fayard, 1996
- Chienne d'année : 1995, Journal d'une Parisienne vol. 2 , Le Seuil, 1996
- Gais-z-et contents: 1996, Journal dune Parisienne vol 3, Le Seuil, 1997
- Arthur ou le bonheur de vivre, Fayard, 1997
- Deux et deux font trois, Grasset, 1998
- Les Françaises, de la Gauloise à la pilule, Fayard, 1999
- La Rumeur du monde, journal 1997 et 1998 , Fayard 1999
- C’est arrivé hier. Journal 1999, Fayard, 2000
- Histoires (presque) vraies Fayard, 2000
- Profession journaliste, conversation avec Martine de Rabaudy, Hachette Littératures, 2001
- On ne peut pas être heureux tout le temps, Fayard, 2001
- Lou, histoire d'une femme libre, Fayard, 2002
- Demain déjà, journal 2002-2003, Fayard 2003
- Les Taches du léopard, Fayard, 2003
- Histoire d'une femme libre, Gallimard, 2013

### Textos de canções
A partir das músicas de  Loulou Gasté:
- Le Petit Chaperon Rouge, criada  por Lisette Jambel,  (1944)
- Un par un vont les Indiens, interpretada  por Lisette Jambel,  Josette Daydé, les  Sœurs Étienne, (1944)
- Quand Betty fait Boop (palavras escritas com a colaboração  de Louis Gasté para o  filme Le Roi des resquilleurs), criação de Josette Daydé (1945)
- Ce n'était pas original, interpretada  por Jacqueline François (1945)

A partir de uma música  de Georges van Parys, 1944 :
- Il avait le charme slave, interpretada  por Andrex

Françoise Giroud também compôs canções para Danielle Darrieux e Tino Rossi
- Cinema
  - 1932 : Fanny, de Marc Allégret
  - 1937 : La Grande Illusion, de Jean Renoir
  - 1942 : Promesse à l'inconnue
  - 1943 : Le Secret de Madame Clapain
  - 1945 : L'Ange qu'on m'a donné
  - 1945 : Marie la Misère
  - 1946 : Au petit bonheur
  - 1947 : Fantômas, de Jean Sacha
  - 1947 : Antoine et Antoinette
  - 1949 : Ce siècle a cinquante ans
  - 1949 : Dernier Amour
  - 1950 : La Belle que voilà
  - 1951 : Les Petites Cardinal
  - 1952 : L'Amour, Madame
  - 1952 : Une fille sur la route
  - 1953 : Julietta
  - 1959 : La Loi (La Legge)
  - 1985 : Le 4e pouvoir
  - 1991 : Marie Curie, une femme honorable